# Wim Kieft
Willem Cornelis Nicolaas Kieft, dit Wim Kieft, est un footballeur néerlandais né le 12 novembre 1962 à Amsterdam.
C'est lui qui a qualifié les Pays-Bas pour les demi-finales de l'Euro 1988 en marquant le seul but du match contre l'Irlande à la 82e minute (les Pays-Bas devaient obligatoirement remporter ce match pour se qualifier, ils auraient été éliminés en cas de défaite ou de match nul). Durant sa carrière internationale et en dépit de son grand talent, il a été un peu éclipsé par la présence de Marco van Basten. Il a joué aux Girondins de Bordeaux, l'année où ils ont fini par être rétrogradés en 2e Division, à cause notamment de leurs soucis financiers.

## Palmarès

### En club
- Vainqueur de la Coupe d'Europe des Clubs Champions en 1988 avec le PSV Eindhoven
- Champion des Pays-Bas en 1980, 1982, 1983 avec l'Ajax Amsterdam et en 1988, 1989 et 1992 avec le PSV Eindhoven
- Vainqueur de la Coupe des Pays-Bas en 1983 avec l'Ajax Amsterdam et en 1988, 1989 et 1990 avec le PSV Eindhoven
- Finaliste de la Coupe Intercontinentale en 1988 avec le PSV Eindhoven
- Finaliste de la Supercoupe d'Europe en 1988 avec le PSV Eindhoven

### En équipe des Pays-Bas
- Champion d'Europe des Nations en 1988

### Distinctions individuelles
- Meilleur buteur du Championnat des Pays-Bas en 1982 (32 buts) avec l'Ajax Amsterdam et en 1988 (29 buts) avec le PSV Eindhoven
- Soulier d'Or en 1982 (32 buts)